# Renaissance ombrienne

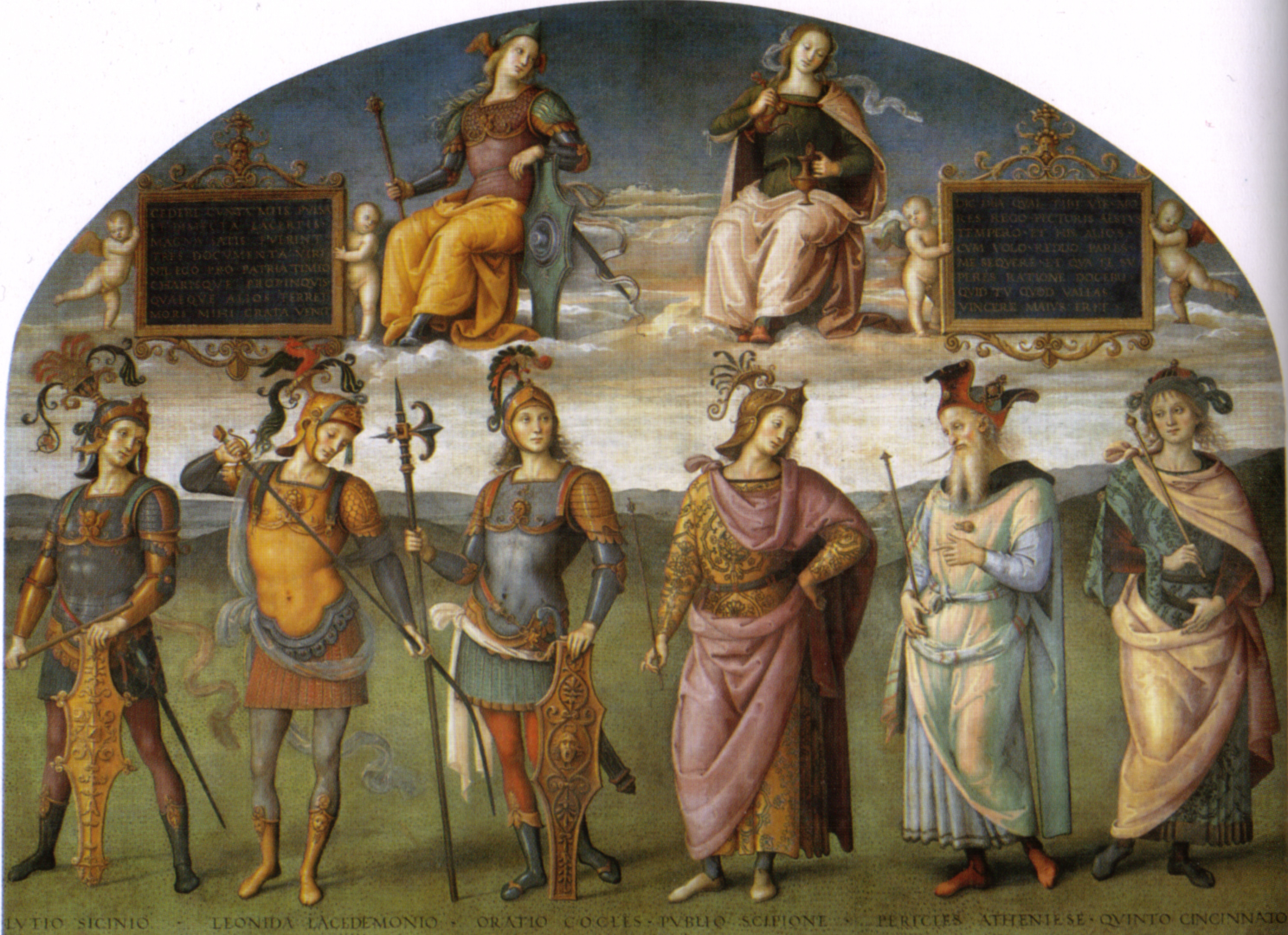
Le Pérugin, fresque
Sala delle Udienze del Collegio del Cambio (1498-1500).

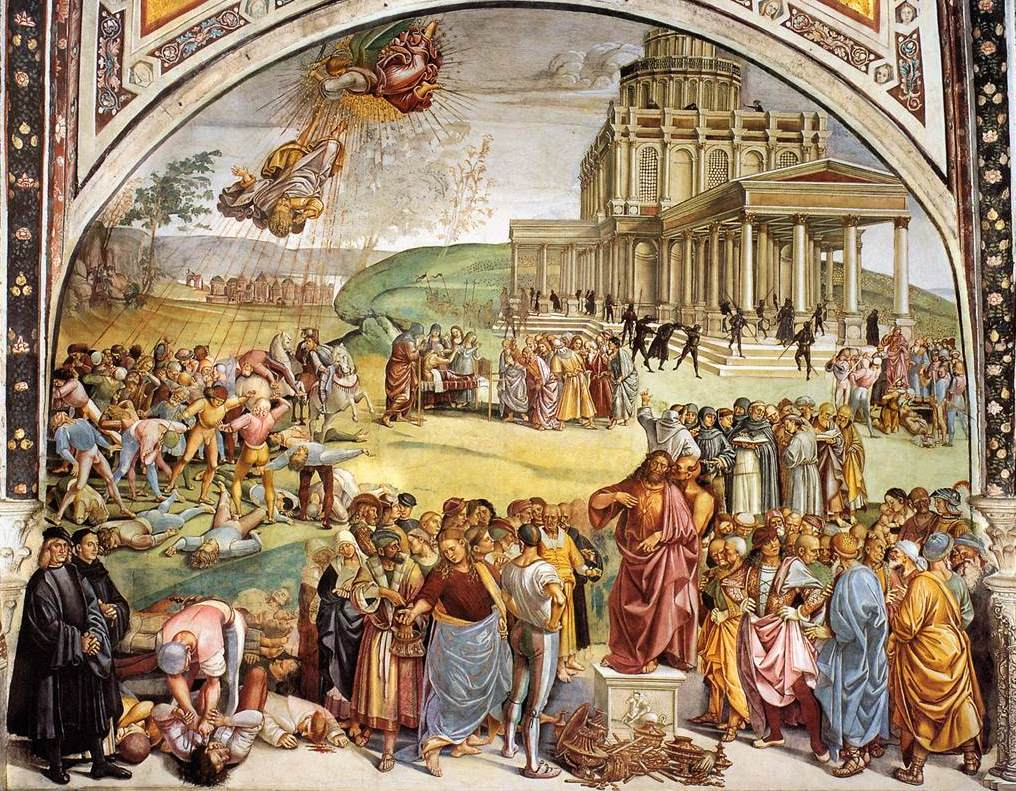
Fra Angelico et Luca Signorelli : Le Jugement dernier - épisode de la venue de l'Antéchrist.Les deux personnages en noir à gauche sont les peintres Fra Angelico et Luca Signorelli représentés par ce dernier.

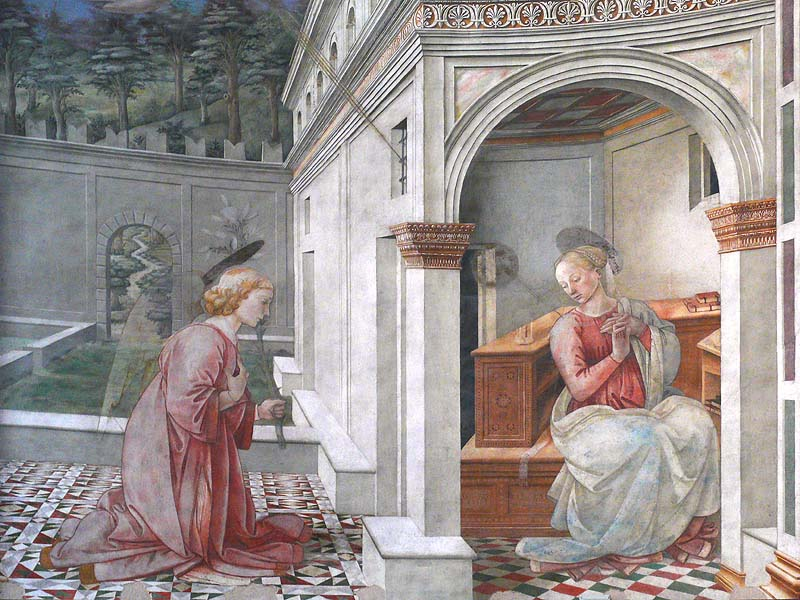
Filippo Lippi, L'Annonciation, élément de cycle de fresques, Cathédrale de Spolète.

La Renaissance ombrienne (en italien : Rinascimento umbro) fait son apparition dans la première moitié de XVe siècle avec le séjour de quelques artistes florentins de premier rang qui réalisèrent et laissèrent dans la région Ombrie leurs œuvres.
Néanmoins, ce n’est qu’à partir de la moitié du siècle, par l’intermédiaire de la Renaissance artistique du Rinascimento urbinate, que naît d’abord à Pérouse et ensuite dans d’autres localités une école artistique capable de développer un style caractéristique et indépendant.
Avec des artistes comme Le Pérugin, Pinturicchio et Raphaël (il est de formation ombrienne, bien qu'il soit né à Urbino), le style ombrien se diffusa dans les plus actifs centres artistiques de la péninsule.
À Florence comme à Rome, les artistes ombriens ont un certain succès et contribuent de manière significative à la définition de la Maniera moderna du Cinquecento.

## Les apports
La région divisée par les nombreuses entités politiques mit du temps à adhérer au goût renaissance qui se propageait de centre en centre.
Souvent la première phase d’adhésion au mouvement est passif et ce n’est que dans un second temps que la participation à la nouveauté artistique devient concrète.
Parmi les premiers exemples significatifs, on note les Baglioni à Pérouse pour lesquels dans les années 1430 travaille Domenico Veneziano et probablement Piero della Francesca dont un cycle de fresques datant de la période 1437-1438 est perdu.
D’autres artistes se succèdent à Pérouse comme Domenico di Bartolo (Polyptyque de Santa Giuliana, 1438) et Fra Angelico (Polittico Guidalotti, 1438, et fresques de la voûte de la Chapelle San Brizio au Duomo d’Orvieto, 1447) et Benozzo Gozzoli déjà présent dans la région avec Fra Angelico et auteur d’œuvres significatives à Montefalco jusqu’en 1452).
Au cours de la seconde moitié du siècle, on note la présence de Piero della Francesca (Polyptyque de Sant'Antonio, 1460-1470 environ) et Fra Filippo Lippi (Scènes de la vie de la Vierge à la Cathédrale de Spolète, 1466-1468).
En architecture, on note les importants travaux d’Agostino di Duccio, à la Porta San Pietro et à l’oratoire Saint-Bernardin, un délicat exemple de fusion entre architecture et sculpture.

## Les premiers maîtres

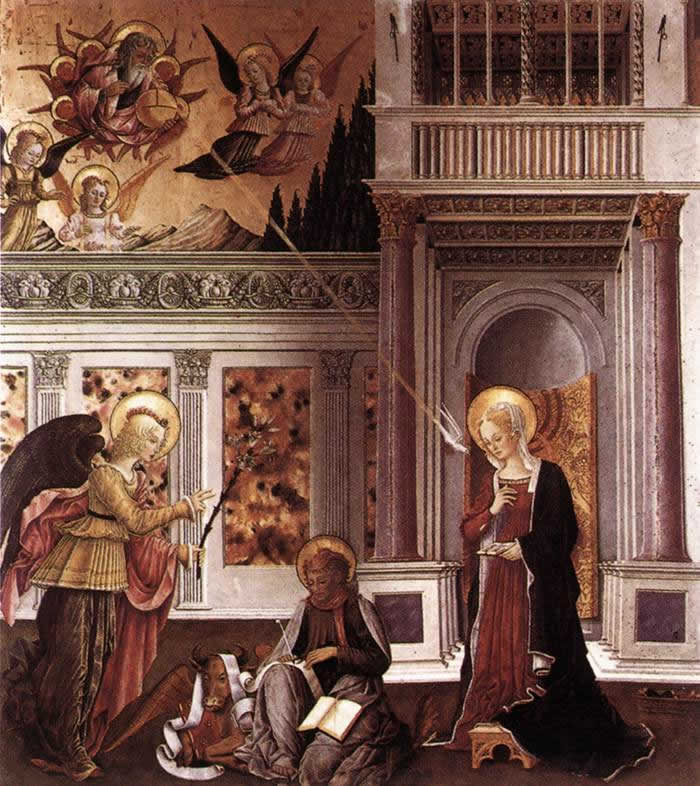
Benedetto Bonfigli, Annonciation, Galerie nationale de l'Ombrie, Pérouse.

Dès le début de la Renaissance, les plus grands artistes, comme Cimabue, Giotto ou Simone Martini, viennent décorer la basilique Sant-François d'Assise, sans pour autant créer une école locale. Le chantier constitue plutôt un pôle dévotionnel et figuratif où se concentrent les voies ouvertes à la peinture. Si Tiberio d'Assise participe à la décoration de la cité, celle-ci n'a a aucun moment pu susciter un esprit proprement critique. Le poids du franciscanisme et l'affluence des pèlerins sont sans doute trop forts, organisant la vie des habitants sans que ceux-ci aient le sentiment d'appartenir à une collectivité originale.
Au cours des années 1450, on constate dans la région la présence de peintres arrivés à maturité comme Giovanni Boccati, Bartolomeo Caporali et Benedetto Bonfigli actifs et capables d’inclure à leur style des éléments nouveaux. Bonfiglio réalise un cycle de fresques Storie di sant'Ercolano e san Ludovico à la cappella dei Priori à Pérouse.
À Foligno, le nouveau langage artistique se manifeste partiellement dans les années 1450 à travers les œuvres de Bartolomeo di Tommaso, auteur entre autres de la décoration de la chapelle Paradisi en l’église San Francesco à Terni ; de Niccolò Alunno, Chapelle Trinci en Santa Maria in campis et du maître anonyme de la chapelle Delle Casse, toujours en l’église Santa Maria in campis de Foligno,.
Tous ces maîtres montrent néanmoins une adhésion qui reste limitée aux nouveautés de la Renaissance. D’un côté les figures sont représentées avec une plus grande monumentalité et plus fidèles à la réalité avec l’usage plus soigné de l’illumination et dans le cas d’épisodes narratifs, un style plus fluide, d’un autre côté il reste des éléments gothiques comme les ornements de fond en or et un espace archaïque et l’utilisation limitée de la perspective.

## LaBottega del 1473

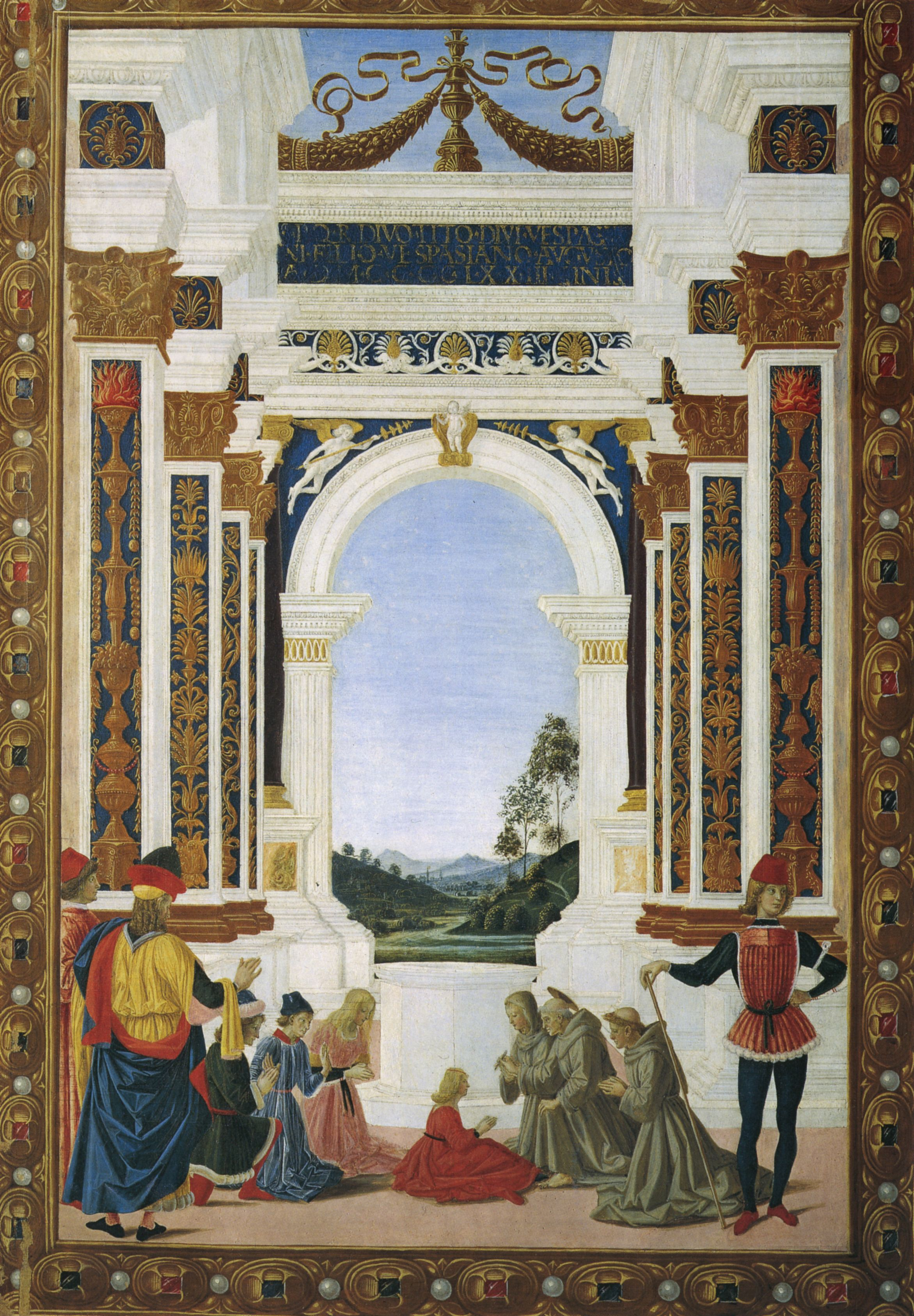
Bottega del 1473 (Le Pérugin ?), Saint Bernardin guérissant une fillette (1473), Galerie nationale de l'Ombrie.

C’est probablement la présence de Piero della Francesca qui a influencé l’œuvre considérée comme la première œuvre de style Renaissance, les huit tablettes Les Miracles de saint Bernardin. Créées pour une niche contenant les reliques ou une statue du saint dans l'oratoire Saint-Bernardin à Pérouse sont réalisés par un groupe dit « des artistes de 1473 », communément appelée « Bottega del 1473 ». Parmi eux se trouvait probablement le Pérugin, artiste local rentré depuis peu d’une période de formation à Florence dans l’atelier de Verrocchio.
Le dénominateur commun du groupe est la prévalence de vastes architectures aux couleurs très claires et nettes issus de l’école d’Urbino qui organisent l’espace populaire avec des petites figures secondaires. L'exubérance des décorations des parties architecturales est l’aspect chétif et spirituel de certaines figurines sont par contre héritées de l’école locale.

## Le Pérugin
« les choses ont l’air angéliques et très douces »

— Lettre de Ludovic Sforza sur les artistes florentins en particulier Pietro Perugino, 1490.

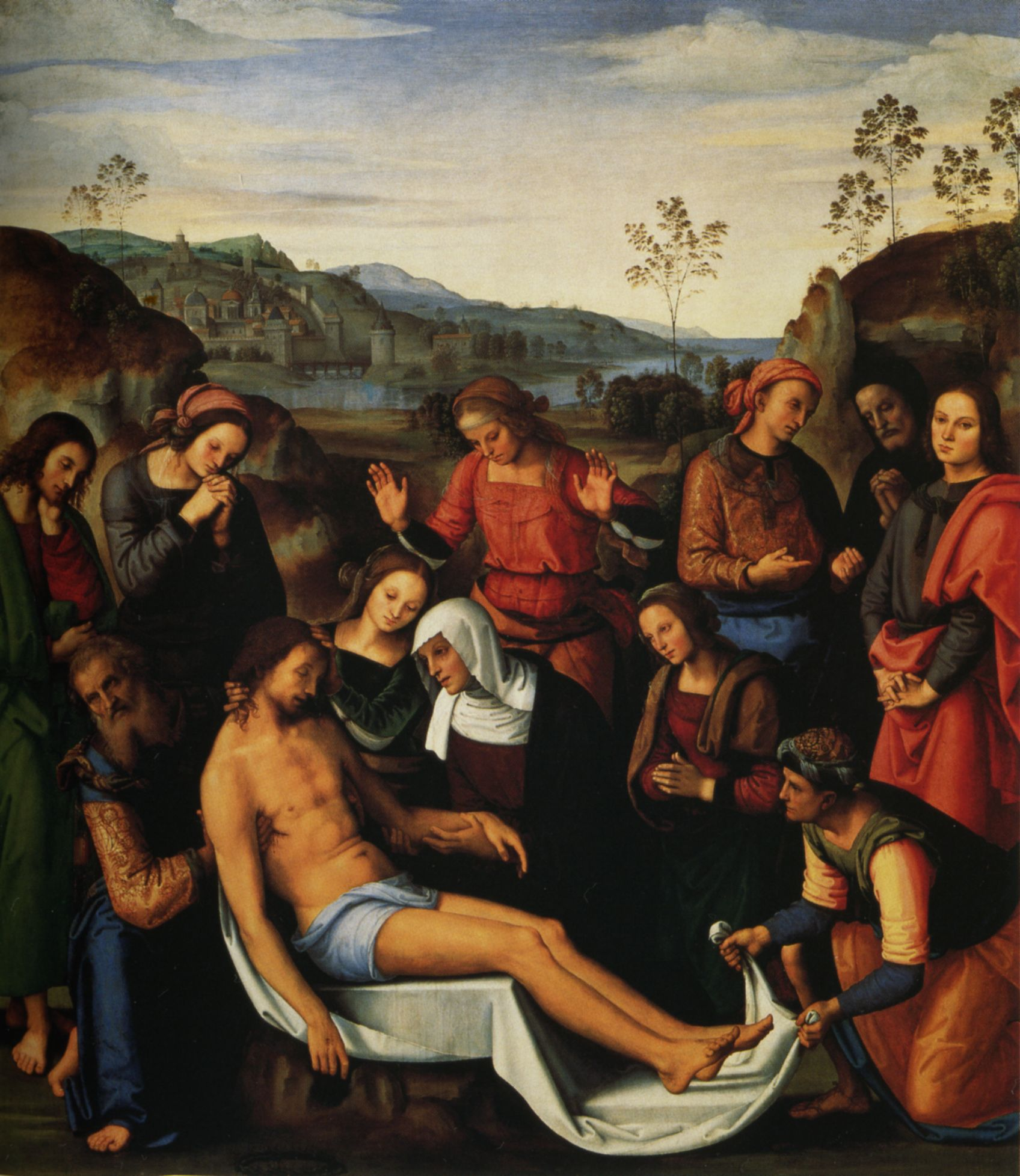
Le Pérugin, La Complainte sur le Christ mort (1495), Galerie Palatine, Florence.

Pietro di Cristoforo Vannucci dit Le Pérugin, surnom hérité de ses longs séjours artistiques à Pérouse où il est nommé citoyen d’honneur en 1485 est le premier à développer ce style « doux et gracieux » qui a eu un certain succès au cours des dernières décennies du Quattrocento. Ses peintures à thème religieux avec l’indéfinissable caractère des personnages, les lieux, tons lyriques et contemplatifs particulièrement appropriés aux pratiques de prospection intérieure des épisodes évangéliques des manuels d’oraison contemporains.
Le paysage n'est pas considéré comme un simple élément décoratif à l'arrière-plan du tableau. Un dialogue doit s'établir entre le paysage et les figures du premier plan, visant à inscrire celles-ci dans un vaste espace, selon des rapports harmonieux. Cette interprétation a pour effet de permettre au peintre de trouver dans son tableau un équilibre parfait entre l'évocation du réel et la construction mentale.
Pérugin situe les images les plus diverses dans un schéma architectural le plus souvent identique, tout en donnant à ses personnages des expressions très proches : la recherche de la grâce et de l'élégance se satisfont d'une formule qui installe une distance relative entre le sujet de l'image et son traitement figuratif : la récurrence des expressions psychologiques et des schémas architecturaux évite au spectateur d'être confronté à la présence d'une image trop frappante par sa « singularité ».
Son style est caractérisé par une douce lumière tamisée, un clair-obscur qui met en évidence la rondeur des formes, des couleurs sfumate à la fois riches et délicates, une absence de drame dans les actions, paysages idylliques et architectures théâtrales en arrière-plan. Ces caractéristiques sont reconnaissables dans certaines œuvres réalisées dans son atelier florentin comme la Pietà (1483-1495 env.), où le sujet nécessiterait une plus importante chaleur émotive.
Son chef-d’œuvre est le cycle de fresques de la Sala delle Udienze del Collegio del Cambio à Pérouse (1496-1500), où il développe le thème de la concordance entre le savoir païen et la doctrine chrétienne qui était à l’époque très à la mode.
Dans les six lunettes situées sous un plafond à grotesque avec des tondi personnifiant les planètes, le Pérugin représente les scènes de la Nativité et de la Transfiguration ainsi que des groupes de Prophètes et Sibylles et personnification de la Vertu au-dessus de héros et sages de l’Antiquité. Les personnages sont alignés au premier plan, en des poses équilibrées et emphatiques avec en arrière-plan des paysages simples.
Le maître est très actif à Florence et à Pérouse et possède un atelier dans chacune de ces villes. Il fait partie des artistes protagonistes à Rome de la première phase de décoration de la Chapelle Sixtine.
Il est considéré comme le meilleur peintre de l'Italie de son temps comme le note Agostino Chigi, en 1500 : « Perugino […] è il meglio mastro d’Italia ».

## Pinturicchio

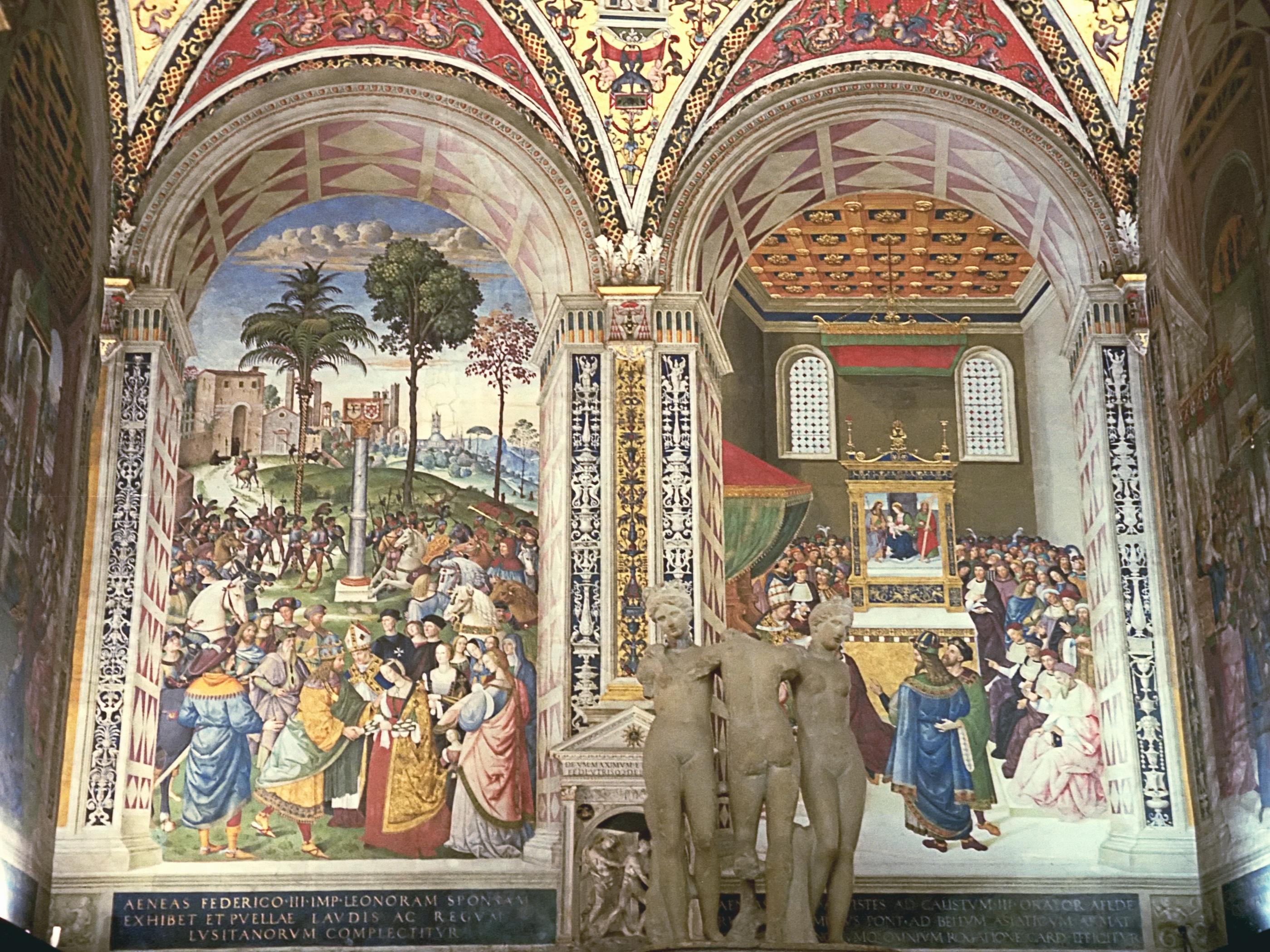
Pinturicchio, Libreria Piccolomini (1502-1508), Cathédrale Notre-Dame-de-l'Assomption de Sienne.

Pinturicchio, élève du Pérugin, collabore avec le maître à la Chapelle Sixtine en 1481 et reste à Rome où il réalise d’importants travaux pour les personnages de la curie romaine qui lui permettent grâce au succès rencontré de devenir à la fin du XVIe siècle peintre attitré de Innocent VIII et Alexandre VI.
Pinturicchio accompagné de nombreux artistes ombriens travaille à la chapelle Bufalini de la Basilique Sainte-Marie d'Aracœli (1484-1486), du palazzo dei Penitenzieri (soffitto dei Semidei, 1490) et dans de nombreuses chapelles de Santa Maria del Popolo (à partir de 1484), où il mit en évidence un goût ornemental, un talent narratif et un talent dans la recherche d’effets scénographiques.
Son style inspiré des compositions religieuses du Pérugin est caractérisé par une abondante décoration de motifs à l’ancienne et dorures rappelant le style Gothique international qui ont un véritable succès auprès du pape Alexandre VI qui lui commande le cycle décoratif des Appartements Borgia (1492-1494).
Il atteint l’apogée de son art avec les Storie di papa Pio II de la Libreria Piccolomini à Sienne (1502-1508), où néanmoins l’artiste utilise des cartons de Raphaël.

## Luca Signorelli
Luca Signorelli, peintre d’origine toscane est néanmoins souvent associé à l’école ombrienne par sa formation réalisée auprès du Pérugin qu’il remplace en 1481 à la Chapelle Sixtine à la suite du départ du maître. À l'inverse de celui-ci, il donne à ses personnages des physionomies et des expressions fortes, étranges, torturées, excessives parfois au regard de l'élégance et du raffinement « distingués ». il se refuse à atténuer la valeur émotive et dévotionnelle de l'image religieuse. Il s'agit d'un « choix » dont l'importance historique est à noter, qui marque la persistance en pleine Renaissance, d'un état d'esprit pour lequel l'image, même savante, moderne, cultivée, doit sauver sa dimension religieuse « traditionnelle » et se proposer comme une interrogation, une inquiétude, une invitation à la dévotion et à la pénitence. Le spirituel s'y marque par son contraste avec le physique ou le matériel.
Son chef-d'œuvre se trouve en Ombrie : la décoration à fresque de la Chapelle San Brizio à la Cathédrale d'Orvieto, débutée en 1499.
Le thème choisi est celui de l'Apocalypse avec des scènes tourmentées et expressives.
Témoignant des perturbations causés par le mysticisme prêché à Florence par Savonarole dans les années 1490. Certaines allusions comme la Predica dell'Anticristo, rappellent les évènements liés à la chute de Savonarole à Florence.
Dans la Resurrezione della carne la masse de corps nus ressuscitant constitue une exaltation énergique qui est un prélude à la célébration de la beauté du corps humain de Michel-Ange.

## Raphaël

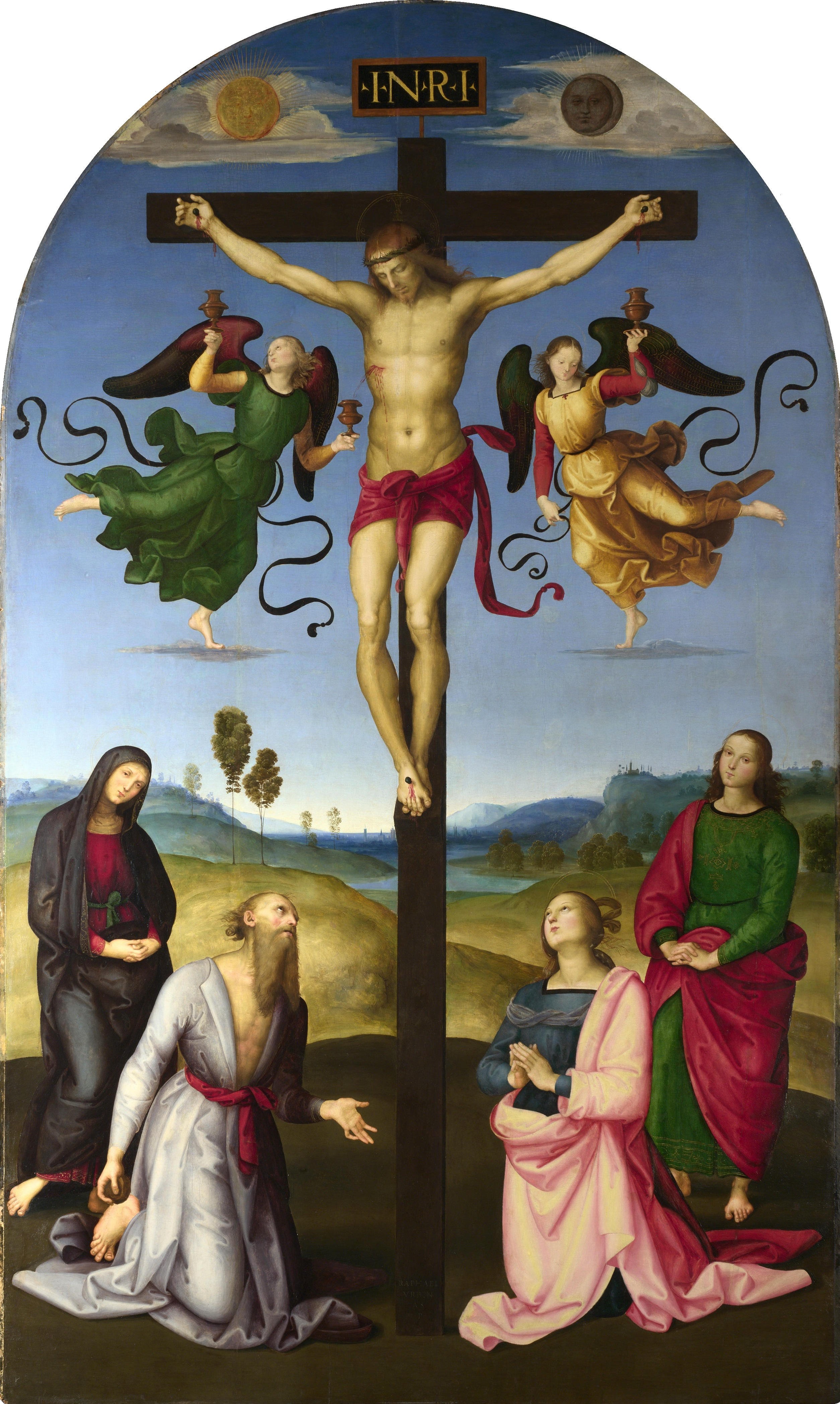
Raphaël,Crucifixion Mond (1503).

Raphaël, bien que natif d’Urbino fait son apprentissage et réalise ses premières œuvres dans les villes d’Ombrie. Il est mentionné comme maestro en 1500 à environ dix-sept ans pour un retable destinée à la ville de Città di Castello où il peint entre autres plusieurs retables destinés aux diverses églises locales dont La Crucifixion Mond (1503) et  Le Mariage de la Vierge (1504).
Quelques années plus tard il réalise pour la chapelle Oddi pour l’église San Francesco al Prato à Pérouse Le Couronnement de la Vierge.
Dans ces œuvres apparaissent des influences du Pérugin par la reprise de modèles et schémas de composition ajournés et réorganisés par un dessin plus centré sur le naturel des expressions et attitudes.
Comme dans La Crucifixion Mond les figures sont insérées plus solidement dans le paysage avec une disposition a cuneo aux pieds de la Croix. Les jambes de Jésus Christ sont disposés afin de permettre une vue légèrement par la gauche, en tenant compte de la position naturelle du spectateur lors de l’installation originelle de la peinture.
Cette attention apportée à l’optique sont probablement liées à la culture figurative de l’école d’Urbin qui est la base du langage artistique du peintre.
En 1503, à l’occasion d’un voyage à Rome, Raphaël peint un diptyque aujourd’hui dispersé composé du Le Songe du chevalier et de  Les Trois Grâces, qui traitent d’un sujet antique, la confrontation entre Virtus et Voluptas, réinterprété de façon moderne comme une harmonisation réciproque plutôt qu’opposition irrémédiable.
En 1504, tandis-que Raphaël est à Sienne, aidant Pinturicchio à la décoration de la Libreria Piccolomini, arrive la nouvelle de Florence de la réalisation par Léonard de Vinci de  La Bataille d'Anghiari qui déclenche un virage radical dans l’art de Raphaël, qui, découvrant les œuvres de Michel-Ange et de Léonard de Vinci, abandonne le Pérugin et part étudier à Florence de 1504 à 1508 dans le but d'assimiler les nouvelles techniques.

## Autres maîtres et diffusion

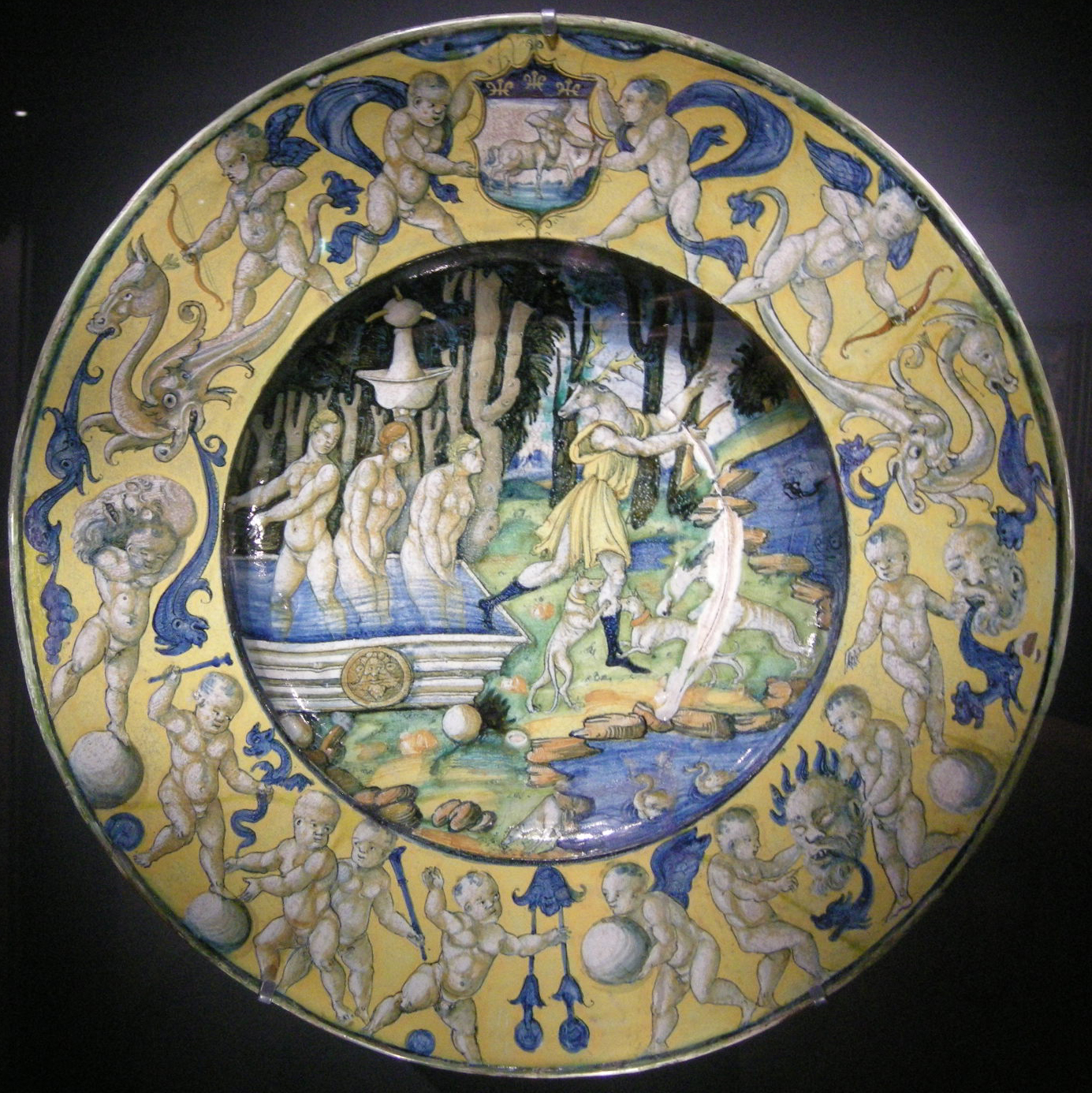
Majolique de Deruta, assiette avec Diane et Acteon (1525), National Gallery of Victoria, Melbourne.

Le succès du style ombrien lors des premières années du Cinquecento est à l’origine de celui dit « Stile Perugia 1500 ».
Au-delà des grands maîtres il reste quelques artistes dont les œuvres sont en grande partie perdues ou encore à étudier comme Piermatteo d'Amelia, Tiberio di Diotallevi et Pietro di Galeotto, auxquels il faut ajouter certains peintres dont le profil artistique reste flou comme Andrea d'Assisi et Sante di Apollonio.
Le style ombrien est aussi populaire dans la marqueterie, dans les intarsie, l’étoffe et la majolique, grâce surtout aux céramiques de Deruta.